# Сборная Беларуси по хоккею с шайбой
Сборная Беларуси по хоккею с шайбой — команда, представляющая Беларусь на международных турнирах по хоккею с шайбой. Первый матч провела 7 ноября 1992 года. Лучший результат на чемпионатах мира — 6-е место в 2006 году, на Олимпийских играх — 4-е место в 2002 году. В рейтинге Международной федерации хоккея занимает 16-е место.

## История
После Олимпийских игр 1992 года, в хоккейном турнире которых участвовала сборная СНГ, бывшие союзные республики стали создавать свои национальные команды. Сборная России, как правопреемник сборной СССР, автоматически получила место в группе «А» чемпионата мира, а всем остальным — начинать с низшего дивизиона — группы «С».

### Первая официальная игра сборной
Сборная Беларуси свой первый матч провела 7 ноября 1992 года в рамках квалификационного турнира чемпионата мира против сборной Украины и уступила 1:4.
Состав сборной Беларуси в этой игре: Леонид Фатиков, Олег Хмыль, Олег Романов, Сергей Стась, Александр Алексеев, Олег Леонтьев, Дмитрий Ничиухин, Эдуард Дьяконов, Дмитрий Панков, Василий Панков, Вадим Бекбулатов, Эдуард Занковец, Аркадий Павлюченко, Владимир Каленицкий, Юрий Файков, Артур Аминов, Андрей Андриевский, Андрей Кошкин, Игорь Ковалевский.
На следующий день в составе сборной дебютировали Александр Гаврилёнок и Сергей Шитковский.

### Путь в группу «А»
В середине 1990-х годов в низших дивизионах чемпионата мира была очень высокая конкуренция — решали задачу повышения в классе ряд сильнейших сборных новообразованных государств: Беларусь, Казахстан, Латвия, Словакия, Украина. Первая попытка белорусской команды выйти в дивизион классом выше оказалась неудачной. В марте 1994 года в Попраде (Словакия) белорусы проиграли в решающем матче хозяевам турнира 1:2. Путёвку в группу «B» белорусская сборная заработала в следующем году, обойдя сборные Казахстана и Украины. На преодоление очередной стадии также потребовалось 2 года. В 1996 году в нидерландском Эйндховене белорусы дважды проиграли — Латвии и Великобритании. 1997 год стал для сборной Беларуси успешным. В апреле в польском Сосновце белорусским хоккеистам под управлением Анатолия Варивончика удалось выйти в группу «А» первенства планеты. Двумя месяцами ранее, в австрийском Инсбруке, белорусская сборная в борьбе со сборными Австрии, Казахстана и Норвегии добыла путёвку на зимние Олимпийские игры 1998 года в Нагано, где добралась до 1/4 финала.

### Олимпийские игры 2002

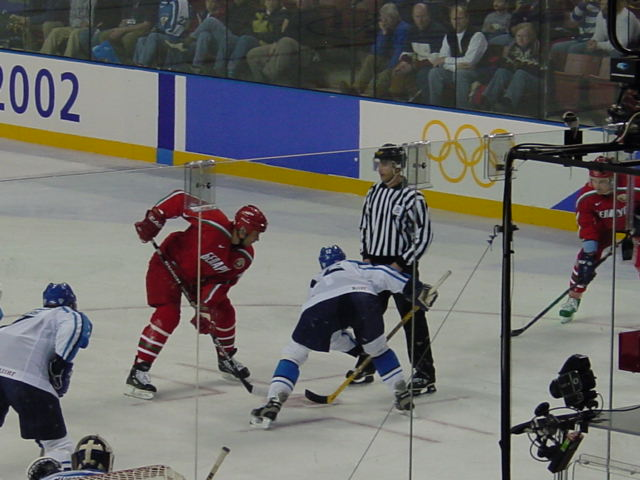
Эпизод матча Беларусь — Финляндия на Олимпийских играх 2002 года

На Олимпиаде 2002 года в Солт-Лейк-Сити белорусская сборная под руководством Владимира Крикунова достигла самого громкого успеха в своей истории. 20 февраля на льду «Маверик-центра» в Вэст-Вэлли-Сити благодаря шайбе Владимира Копатя белорусам удалось обыграть в четвертьфинале одного из фаворитов турнира — Швецию и выйти в полуфинал. В юбилейном рейтинге ИИХФ «100 главных международных хоккейных событий столетия (1908—2008)» этот матч занял 28-е место. Журналисты окрестили встречу «Чудо на льду-2», по аналогии с матчем Олимпийских игр 1980 года США — СССР.
Несмотря на громкий успех на Олимпиаде, в розыгрышах чемпионата мира сборную лихорадило — в 2001 и 2003 годах белорусы покидали высший дивизион, однако в кратчайшие сроки возвращались. Неудача постигла белорусов и на олимпийском отборе в Риге. В решающем матче проиграли сборной Латвии, пропустив 3 шайбы в последние 5 минут встречи.

### Североамериканские тренеры
С 2005 по 2009 год у руля сборной находились североамериканские тренеры. На чемпионатах мира 2005, 2006 и 2009 годов командой руководил канадец Глен Хэнлон, на чемпионатах 2007 и 2008 годов — американец Курт Фрэйзер. Под руководством Хэнлона белорусская команда в 2006 и 2009 годах входила в восьмёрку сильнейших. После чемпионата мира 2009 года в Швейцарии, сборная Беларуси впервые поднялась на 8-ю строчку мирового рейтинга ИИХФ. Высокий рейтинг позволил белорусской сборной попасть на хоккейный турнир Олимпийских игр 2010 года без отбора.

### Чемпионат мира 2011
В первом матче чемпионата мира по хоккею 2011 года сборная Беларуси 29 апреля уступила Канаде 1:4, а 1 мая с тем же счётом — Швейцарии. 3 мая белорусы в овертайме проиграли французам 1:2 и, набрав одно очко в трёх матчах, не прошла во второй этап и отправилась бороться за сохранение места в высшем дивизионе в утешительном раунде. В первом матче турнира победила Австрию 7:2. Во втором матче 7 мая уступила Латвии 3:6, в третьем 8 мая победила Словению 7:1.
В результате сборная закончила чемпионат на 14-й позиции, сохранив место в Высшей лиге, и опустилась на 11-е место в итоговом мировом рейтинге. Лучшими бомбардирами сборной на чемпионате стали Андрей Костицын (3+4), Дмитрий Коробов и Андрей Степанов (оба — 2+3), Андрей Михалёв (3+1), Михаил Грабовский (2+2), Евгений Ковыршин и Дмитрий Мелешко (оба — 1+3). По итогам чемпионата сборная Беларуси оказалась лидером по числу шайб, заброшенных в меньшинстве (2), на третьем месте по эффективности бросков по воротам (20 заброшенных шайб при 191 броске — 10,47 %), на пятом месте по уровню реализации большинства (7 из 37), на 12-м месте по средней посещаемости матчей с участием сборной (5 225 зрителей), на 13-м месте по количеству заработанных удалений (30 удалений, все по 2 минуты), на 14-м месте по проценту отражённых бросков (89,27 %).
Вскоре после окончания чемпионата новым тренером сборной стал Кари Хейккиля.

### Чемпионат мира 2012
На чемпионате мира 2012 года сборная Беларуси играла в группе «H» (Хельсинки). Сборная проиграла 6 из 7 матчей и заняла 7-е место в группе (3 очка, 11-23) и 14-е место на чемпионате. 4 мая команда проиграла сборной Финляндии 0:1, 6 мая — сборной Швейцарии 2:3. 8 мая выиграла у Казахстана 3:2. Далее белорусы потерпели четыре поражения подряд: 10 мая в матче против США 3:5, 12 мая против Словакии 1:5, 14 мая против Франции 1:2, 15 мая против Канады 1:5. Самыми результативными игроками стали Алексей Калюжный (3+2), Евгений Ковыршин (2+2), Михаил Грабовский (1+3), Алексей Угаров (2+1), Дмитрий Коробов (0+3).
11 мая после матча против сборной США Андрей Мезин покинул расположение команды и сборная осталась с двумя вратарями, а 14 мая в матче против Франции получил травму и покинул поле Виталий Коваль, после чего третий период этого матча и матч против Канады провёл третий вратарь сборной Дмитрий Мильчаков. Вратарь Виталий Коваль провёл на льду 266 минут 26 секунд, отразил 150 из 163 бросков (92,02 %), Андрей Мезин провёл на льду 69 минут 50 секунд, отразил 34 из 38 бросков (89,47 %), Дмитрий Мильчаков провёл на льду 81 минуту 17 секунд, отразил 32 из 38 бросков (84,21 %).
На турнире сборная показала лучший результат по игре в меньшинстве (92,86 %, две пропущенных шайбы, обе в последнем матче против Канады), но оказалась среди худших команд по проценту реализованных бросков (14-е место, 6,43 %), по результативности при игре в большинстве (15-е место, 12 %) и по количеству заработанных штрафных минут (2-е место, 107 минут), а также на 9-м месте по количеству отражённых бросков (90,38 %). Этим команда обеспечила себе место на ЧМ-2013.

### Чемпионат мира 2013
На чемпионате мира 2013 года сборная провела семь матчей, из которых проиграла шесть. Единственную победу сборная одержала в матче против Словении (4:3). В матче против Чехии сборная Беларуси не забросила ни одной шайбы (0:2), в матчах против Швеции, Канады, Норвегии и Швейцарии забросила по одной шайбе (1:2, 1:4, 1:3, 1:4), в ворота сборной Дании забросила две шайбы (2:3). Всего сборная забросила 10 шайб, пропустила 21, набрала 3 очка и оказалась на 7-м месте в группе «S».
По итогам предварительного раунда белорусские игроки с большим отрывом нанесли наименьшее число бросков по воротам — 128 (ближайшие по этому показателю сборные — Норвегия и Словения — нанесли 148 и 149 бросков соответственно; сборная Швеции в течение предварительного раунда нанесла вдвое больше бросков — 261). Они также забросили наименьшее число шайб в ворота соперников — 10 (Норвегия и Словения чуть больше — по 12; Россия и Швейцария больше всех — по 29). Процент успешных бросков был 12-м из 16 команд — 7,81 %. На этом турнире по воротам сборной Беларуси было сделано наибольшее число бросков — 234. При этом по средней надёжности (91,88 % отражённых бросков) сборная оказалась на 7-м месте. Команда стала 11-12-й по числу пропущенных шайб (21, как и Франция). Сборная Беларуси стала худшей командой по игре в большинстве и реализовала лишь одну попытку из 23-х (в матче против сборной Словении) — 4,35 % (лучший показатель у сборной Швейцарии — 9 заброшенных шайб в 25 попытках, или 36 %). При этом команда одну шайбу пропустила, находясь в большинстве. По игре в меньшинстве команда оказалась на 14-м месте, пропустив 9 шайб в 31 попытке (надёжность — 70,97 %). Сборная Беларуси стала 8-й в предварительном раунде по числу заработанных штрафных минут — 78, или 11,14 в среднем за игру. При этом по количеству удалений команда поделила второе и третье места с Латвией (34 раза). Наконец, игры с участием сборной Беларуси были 15-ми по посещаемости — в среднем на них приходило 3 970 зрителей.
По два очка по системе «гол плюс пас» набрали Константин Кольцов (2+0), Илья Казнадей, Александр Китаров, Евгений Ковыршин, Александр Кулаков, Алексей Угаров (все — 1+1), Андрей Стась, Олег Горошко (оба — 0+2). По одному очку набрали Роман Граборенко, Алексей Ефименко, Андрей Филичкин (все — 1+0), Вячеслав Андрющенко, Артём Демков, Дмитрий Мелешко, Евгений Соломонов, Илья Шинкевич (все — 0+1). Виталий Белинский пропустил 11 шайб и отразил 136 с коэффициентом надёжности 92,52 %; Дмитрий Мильчаков пропустил 7 шайб и отразил 78 с коэффициентом надёжности 89,66 %. Больше всех бросков по воротам нанесли Павел Черноок (15) и Роман Граборенко (14).

### Чемпионат мира 2014
Чемпионат мира 2014 года состоялся в Минске. Под руководством Глена Хэнлона сборная Беларуси заняла 7-е место. На групповом этапе белорусы обыграли сборные Казахстана, Швейцарии, Германии, Латвии и уступили сборным США, Финляндии и России. Заняв третье место в группе B, сборная Беларуси вышла в четвертьфинал, где сыграла со Швецией, проиграв 2:3.
25 сентября 2014 года у руля национальной сборной второй раз встал известный специалист, заслуженный тренер Беларуси Владимир Крикунов. Однако 12 ноября 2014 года сотрудничество было прекращено по согласию сторон.
Спустя месяц команду возглавил Дэйв Льюис. Ранее наставник уже работал в тренерском штабе сборной Беларуси. В 2009 Льюис ассистировал Глену Хэнлону на чемпионате мира в Швейцарии, в 2010 помогал Михаилу Захарову на Олимпийских Играх в Ванкувере. В тренерский штаб североамериканца вошёл ряд зарубежных и отечественных специалистов: ассистентами Льюиса назначены Олег Антоненко, Александр Журик, Крэйг Вудкрофт тренерами вратарей стали Микаэль Ленер и Андрей Мезин, отвечать за физическую подготовку команды доверено Владимиру Буре.
На чемпионате мира в Чехии белорусы повторили успех минского форума. С рекордным количеством очков (14) подопечные Льюиса заняли 7 место на турнире, уступив будущим чемпионам — сборной Канады — в четвертьфинале.
Чемпионат мира 2016 года сложился для белорусов не столь успешно. Команда Дэйва Льюиса заняла 12-е место в турнирной таблице, однако сохранила 9-е место в обновлённом рейтинге ИИХФ. В следующие года команда снижала показатели.
Чемпионат мира 2017 года — команда Беларуси заняла 13-е место.
По итогам Чемпионата мира 2018 года сборная Беларуси, после 13 лет присутствия в топ-дивизионе, выбыла в дивизион IA.

## Тренерский штаб
Главный тренер:
- Квартальнов Дмитрий Вячеславович

Ассистенты:
- Перепехин Павел Викторович
- Андриевский Александр Леонидович
- Мезин Андрей Анатольевич

## Состав

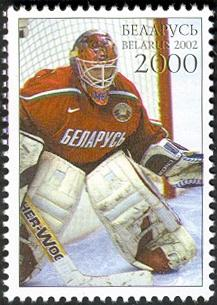
Белорусская почтовая марка с изображением вратаря сборной Андрея Мезина

Заявка сборной Беларуси на чемпионат мира 2021 года 
| Номер      | Имя                | Клуб                | Лига        | Дата рождения |
| ---------- | ------------------ | ------------------- | ----------- | ------------- |
| Вратари    |                    |                     |             |               |
|            | Алексей Колосов    | Динамо Минск        | КХЛ         | 04.01.2002    |
|            | Дэнни Тэйлор       | Динамо Минск        | КХЛ         | 28.04.1986    |
|            | Константин Шостак  | Северсталь          | КХЛ         | 28.03.2000    |
| Защитники  |                    |                     |             |               |
|            | Ник Бэйлен         | Трактор             | КХЛ         | 12.12.1989    |
|            | Евгений Лисовец    | Салават Юлаев       | КХЛ         | 12.11.1994    |
|            | Кристиан Хенкель   | Ак Барс             | КХЛ         | 07.11.1995    |
|            | Андрей Антонов     | Юность              | Экстралига  | 27.04.1985    |
|            | Илья Соловьёв      | Динамо Минск        | КХЛ         | 20.07.2000    |
|            | Степан Фальковский | Динамо Минск        | КХЛ         | 18.12.1996    |
|            | Илья Шинкевич      | Динамо Минск        | КХЛ         | 01.09.1989    |
|            | Дмитрий Знахаренко | Динамо Минск        | КХЛ         | 04.08.1993    |
|            | Владислав Ерёменко | Динамо Минск        | КХЛ         | 24.04.1999    |
|            | Дмитрий Коробов    | Салават Юлаев       | КХЛ         | 12.03.1989    |
| Нападающие |                    |                     |             |               |
|            | Станислав Лопачук  | Юность              | Экстралига  | 16.02.1992    |
|            | Артём Демков       | Динамо Минск        | КХЛ         | 26.09.1989    |
|            | Джефф Платт        | Салават Юлаев       | КХЛ         | 10.07.1985    |
|            | Егор Шарангович    | Нью-Джерси Девилз   | NHL         | 06.06.1998    |
|            | Андрей Белевич     | Торпедо             | КХЛ         | 27.08.1997    |
|            | Франсис Паре       | Авангард            | КХЛ         | 30.06.1987    |
|            | Никита Комаров     | Авангард            | КХЛ         | 28.06.1988    |
|            | Шейн Принс         | Автомобилист        | КХЛ         | 16.11.1992    |
|            | Владислав Кодола   | Северсталь          | КХЛ         | 30.10.1996    |
|            | Сергей Костицын    | Братислава Кэпиталз | ICEHL       | 16.11.1992    |
|            | Герман Нестеров    | Гомель              | Экстралига  | 31.08.1991    |
|            | Сергей Дрозд       | Юность              | Экстралига  | 14.04.1990    |
|            | Михаил Стефанович  | Юность              | Экстралига  | 27.11.1989    |
|            | Данила Климович    | Минские Зубры       | Высшая лига | 09.01.2003    |
|            | Алексей Протас     | Херши Беарс         | AHL         | 06.01.2001    |

## Статистика

### Чемпионаты мира
| Год  | Дивизион                         | И | В | ВО/ВБ | Н | ПО/ПБ | П | Ш     | Место                        | Рейтинг iihf |
| ---- | -------------------------------- | - | - | ----- | - | ----- | - | ----- | ---------------------------- | ------------ |
| 1992 | Квалификационный турнир группы С | 2 | 1 | -     | 0 | -     | 1 | 4-5   | 3                            | -            |
| 1994 | Группа C1                        | 6 | 5 | -     | 0 | -     | 1 | 35-11 | 2                            | 22           |
| 1995 | Группа C1                        | 4 | 4 | -     | 0 | -     | 0 | 16-7  | 1                            | 21           |
| 1996 | Группа В                         | 7 | 5 | -     | 0 | -     | 2 | 29-18 | 3                            | 15           |
| 1997 | Группа В                         | 7 | 7 | -     | 0 | -     | 0 | 48-21 | 1                            | 13           |
| 1998 | Группа А                         | 6 | 2 | -     | 0 | -     | 4 | 17-23 | 8 (четвертьфинальная группа) | 8            |
| 1999 | Группа А                         | 6 | 4 | -     | 1 | -     | 1 | 16-10 | 9                            | 9            |
| 2000 | Группа А                         | 6 | 3 | -     | 0 | -     | 3 | 16-20 | 9                            | 9            |
| 2001 | Высший дивизион                  | 6 | 3 | -     | 1 | -     | 2 | 14-15 | 14                           | 14           |
| 2002 | Дивизион I. Группа А             | 5 | 5 | -     | 0 | -     | 0 | 45-10 | 1                            | 17           |
| 2003 | Высший дивизион                  | 6 | 2 | -     | 0 | -     | 4 | 10-17 | 14                           | 13           |
| 2004 | Дивизион I. Группа А             | 5 | 5 | -     | 0 | -     | 0 | 34-9  | 1                            | 13           |
| 2005 | Высший дивизион                  | 6 | 2 | -     | 0 | -     | 4 | 9-11  | 10                           | 12           |
| 2006 | Высший дивизион                  | 7 | 4 | -     | 0 | -     | 3 | 23-14 | 6 (1/4 финала)               | 10           |
| 2007 | Высший дивизион                  | 6 | 1 | 0     | - | 0     | 5 | 19-31 | 11                           | 9            |
| 2008 | Высший дивизион                  | 6 | 1 | 0     | - | 3     | 2 | 16-19 | 9                            | 9            |
| 2009 | Высший дивизион                  | 7 | 1 | 3     | - | 0     | 3 | 14-18 | 8 (1/4 финала)               | 8            |
| 2010 | Высший дивизион                  | 6 | 2 | 1     | - | 0     | 3 | 12-13 | 10                           | 10           |
| 2011 | Высший дивизион                  | 6 | 2 | 0     | - | 1     | 3 | 20-19 | 14                           | 11           |
| 2012 | Высший дивизион                  | 7 | 1 | 0     | - | 0     | 6 | 11-23 | 14                           | 13           |
| 2013 | Высший дивизион                  | 7 | 1 | 0     | - | 0     | 6 | 10-21 | 14                           | 15           |
| 2014 | Высший дивизион                  | 8 | 4 | 0     | - | 0     | 4 | 20-20 | 7 (1/4 финала)               | 11           |
| 2015 | Высший дивизион                  | 8 | 4 | 0     | - | 2     | 2 | 20-28 | 7 (1/4 финала)               | 9            |
| 2016 | Высший дивизион                  | 7 | 2 | 0     | - | 0     | 5 | 16-32 | 12                           | 9            |
| 2017 | Высший дивизион                  | 7 | 2 | 0     | - | 1     | 4 | 15-27 | 13                           | 10           |
| 2018 | Высший дивизион                  | 7 | 0 | 0     | - | 0     | 7 | 8-36  | 15                           | 14           |
| 2019 | Дивизион I. Группа А             | 5 | 3 | 0     | - | 1     | 1 | 14-12 | 2                            |              |
| 2021 | Высший дивизион                  | 7 | 1 | 0     | - | 1     | 5 | 10-29 | 15                           | -            |

### Олимпийские игры
| Год  | Турнир                          | И | В | ВО | Н | ПО | П | Ш     | Место          |
| ---- | ------------------------------- | - | - | -- | - | -- | - | ----- | -------------- |
| 1996 | Квалификационный этап. Группа C | 4 | 4 | -  | 0 | -  | 0 | 54-4  | 1              |
| 1997 | Предварительный этап. Группа B  | 3 | 1 | -  | 2 | -  | 0 | 12-8  | 1              |
| 1998 | Олимпийский турнир              | 7 | 2 | -  | 1 | -  | 4 | 19-23 | 7 (1/4 финала) |
| 2001 | Предварительный этап. Группа B  | 3 | 1 | -  | 2 | -  | 0 | 10-6  | 2              |
| 2002 | Олимпийский турнир              | 9 | 3 | -  | 0 | -  | 6 | 13-42 | 4 (1/2 финала) |
| 2005 | Предварительный этап. Группа B  | 3 | 2 | -  | 0 | -  | 1 | 14-9  | 2              |
| 2010 | Олимпийский турнир              | 4 | 1 | 0  | - | 1  | 2 | 10-15 | 9 (1/8 финала) |
| 2013 | Предварительный этап. Группа F  | 3 | 2 | 0  | - | 0  | 1 | 11-6  | 2              |
| 2016 | Предварительный этап. Группа А  | 3 | 2 | 0  | - | 1  | 0 | 12-8  | 2              |

### Статистика игроков
По состоянию на 2025 год
| Количество матчей - Евгений Ковыршин — 180 - Алексей Калюжный — 171 - Александр Кулаков — 170 - Александр Макрицкий — 163 - Андрей Михалёв — 156 - Андрей Стась — 156 - Сергей Дрозд — 156 - Олег Антоненко — 153 - Дмитрий Мелешко — 153 - Александр Китаров — 153 | Очки - Алексей Калюжный — 134 (48+86) - Андрей Скабелка — 115 (49+66) - Олег Антоненко — 104 (53+51) - Михаил Грабовский — 79 (34+45) - Сергей Заделёнов — 77 (19+58) - Александр Кулаков — 75 (26+49) - Андрей Костицын — 72 (32+40) - Владимир Цыплаков — 71 (36+35) | Голы - Олег Антоненко — 53 - Андрей Скабелка — 49 - Алексей Калюжный — 48 - Андрей Степанов — 37 - Владимир Цыплаков — 36 - Дмитрий Дудик — 36 - Михаил Грабовский — 34 - Андрей Ковалёв — 33 | Пасы - Алексей Калюжный — 86 - Андрей Скабелка — 66 - Сергей Заделёнов — 58 - Олег Антоненко — 51 - Олег Хмыль — 50 - Александр Кулаков — 49 - Михаил Грабовский — 45 - Андрей Костицын — 40 |

Примечание. Игроки, выделенные курсивом, продолжают выступления.

## Все тренеры сборной
- Владимир Сафонов — 1992
- Андрей Сидоренко — 1993—1996
- Анатолий Варивончик — 1996—2001
- Владимир Крикунов — 2002—2003, 2014
- Михаил Захаров — 2003—2005, 2009—2010, 2019—2021
- Глен Хэнлон — 2005—2006, 2009, 2013—2014
- Курт Фрэйзер — 2006—2008
- Эдуард Занковец — 2010—2011
- Кари Хейккеля — 2011—2012
- Андрей Скабелка — 2012—2013
- Дэйв Льюис — 2014—2018[13]
- Сергей Пушков — 2018
- Андрей Сидоренко — 2018—2019
- Крэйг Вудкрофт — 2021—2023
- Квартальнов Дмитрий Вячеславович — 2023 — н.в.

## Все капитаны и ассистенты капитанов сборной
- ЧМ-1993. Квалификационный турнир к группе С — Александр Алексеев
- ЧМ-1994 в группе С1 — Эдуард Занковец
- ЧМ-1995 в группе С1 — Эдуард Занковец (Михаил Захаров)
- ЧМ-1996 в группе B — Эдуард Занковец (Александр Андриевский, Михаил Захаров)
- ЧМ-1997 в группе B — Александр Андриевский, Андрей Ковалёв (Василий Панков)
- ОИ-1998 — Александр Андриевский, Василий Панков (Руслан Салей)
- ЧМ-1998 — Александр Андриевский (Руслан Салей, Василий Панков)
- ЧМ-1999 — Александр Андриевский (Андрей Ковалёв, Василий Панков)
- ЧМ-2000 — Александр Андриевский, Владимир Цыплаков, Андрей Ковалёв (Руслан Салей, Василий Панков)
- ЧМ-2001 — Александр Андриевский (Андрей Ковалёв, Василий Панков)
- ОИ-2002 — Александр Андриевский (Олег Хмыль, Владимир Цыплаков)
- ЧМ-2002 в первом дивизионе — Олег Хмыль
- ЧМ-2003 — Олег Хмыль (Владимир Цыплаков)
- ЧМ-2004 в первом дивизионе — Владимир Цыплаков (Олег Хмыль)
- ЧМ-2005 — Владимир Цыплаков (Олег Микульчик, Константин Кольцов)
- ЧМ-2006 — Олег Антоненко (Александр Макрицкий)
- ЧМ-2007 — Олег Антоненко (Александр Макрицкий, Константин Кольцов)
- ЧМ-2008 — Олег Антоненко, Руслан Салей (Виктор Костючёнок, Андрей Михалёв)
- ЧМ-2009 — Руслан Салей, Константин Кольцов, Олег Антоненко (Андрей Михалёв, Михаил Грабовский)
- ОИ-2010 — Руслан Салей (Виктор Костючёнок, Алексей Угаров, Константин Кольцов)
- ЧМ-2010 — Руслан Салей (Алексей Калюжный, Виктор Костючёнок)
- ЧМ-2011 — Михаил Грабовский (Андрей Михалёв, Виктор Костючёнок)
- ЧМ-2012 — Владимир Денисов (Алексей Калюжный, Михаил Грабовский)
- ЧМ-2013 — Константин Кольцов (Алексей Угаров, Александр Кулаков)
- ЧМ-2014 — Алексей Калюжный, Владимир Денисов (Михаил Грабовский, Сергей Костицын, Андрей Костицын)
- ЧМ-2015 — Алексей Калюжный (Андрей Костицын, Дмитрий Коробов, Сергей Костицын)
- ЧМ-2016 — Алексей Калюжный, Андрей Стась (Андрей Костицын, Дмитрий Коробов, Джэфф Платт)
- ЧМ-2017 — Андрей Стась (Александр Павлович, Владимир Денисов, Дмитрий Коробов)

## Форма

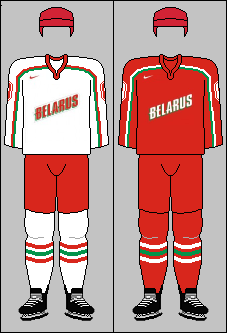
1998-2000
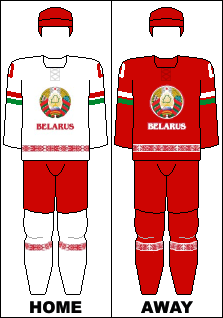
2014-2017
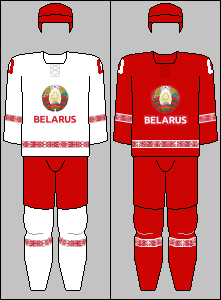
2017-2021
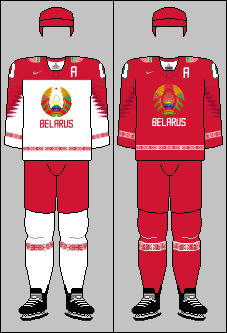
ЧМ-2021